# Hurricane (Kanye West-dal)
A Hurricane Kanye West amerikai rapper és The Weeknd kanadai énekes dala a korábbi Donda (2021) című stúdióalbumáról. Közreműködött rajta ezek mellett Lil Baby amerikai rapper is. A dalt 2021. szeptember 14-én kapták meg a kortárs slágerrádiók, mint az album első kislemeze. Eredetileg West kilencedik albumán, a Yandhin jelent volna meg, de végül a lemezt újradolgozták és átnevezték Jesus Is Kingre. A dal sikeres volt a slágerlistákon több országban is, elérte az első tíz helyet Ausztráliában, Kanadában, Írországban, Norvégiában, az Egyesült Államokban és az Egyesült Királyságban.

## Háttér és felvételek
A Hurricane-t eredetileg West 2018-as, végül elvetett Yandhi albumára készítették. 2018 szeptemberében két előzetest posztoltak a dalról Instagramra és Twitterre, amelyen még West énekelte a refrént a The Weeknd helyett. A dalnak több kész verziója is kiszivárgott az internetre 2019-ben, különböző közreműködőkkel, mint Ant Clemons, Big Sean, Sean Leon, Ty Dolla $ign, Young Thug és 6ix9ine.
2020. július 18-án West bejelentette Twitteren, hogy 2020. július 24-én ki fog adni egy albumot, amelynek Donda a címe, megosztva annak számlistáját, amelyen szerepelt a Hurricane. 2020. július 21-én Twitteren azt írta, hogy „Lil Baby a kedvenc rapperem, de nem akar velem csinálni egy dalt.” Lil Baby még azon a héten elrepült Codyba, Wyomingba, hogy felvegyen dalokat a Dondára. Ebben az időszakban vette fel versszakát a Hurricane-re, KayCyyvel együtt.
Az újradolgozott dalt 2021. július 22-én fejezték be, az egyik albumbemutató közben, a Mercedes-Benz Stadionban. A bemutatón egy olyan verziót játszottak le, amelyen West énekelte a refrént, erősen autotune-olva. Egy augusztus 2-án készített interjúban a GQ-val, a The Weeknd azt nyilatkozta, hogy „nagyon szívesen dolgoznák újra Kanyeval, főleg producerként.” Nem sokkal később West megosztott egy képet legutóbbi telefonhívásairól, amelyek között szerepelt az „Abel Weeknd” telefonszám is. A Hurricane-t 2021. augusztus 5-én premierelték újra, a második bemutatón, ekkor már a The Weeknd adta elő a refrént.
Miután a Donda nem jelent meg augusztus 6-án, amely a tervezett kiadási dátum volt, a Hurricane megjelent az Apple Music lejátszási listáin és a Donda előrendelési oldalán, mint az album második száma. A dal 2021. augusztus 8-án jelent meg streaming szolgáltatókon, mint a Yandex és a Line Music, mielőtt eltávolították volna.

## Közreműködő előadók
Zenészek
| - 88-Keys – további produceri munka - KayCyy – további vokál - Sunday Service Choir – további vokál - Kanye West – vokál, dalszerző, producer | - The Weeknd – vokál, dalszerző - Lil Baby – vokál, dalszerző - Cirkut – co-producer - Ojivolta – co-producer |

Utómunka
| - Maurizio Sera – master hangmérnök - Mike Dean – master hangmérnök - Sean Solymar – keverő hangmérnök - Tommy Rush – keverő hangmérnök - Alejandro Rodriguez-Dawson – hangmérnök - Devon Wilson – hangmérnök - Jesse Ray Ernster – hangmérnök | - Josh Berg – hangmérnök - Mikalai Skrobat – hangmérnök - Roark Bailey – hangmérnök - Shin Kamiyama – hangmérnök - Zack Djurich – hangmérnök - Louis Bell – hangszerkesztés - Patrick Hundley – hangszerkesztés |

## Slágerlisták
| Slágerlista (2021)                           | Legmagasabb pozíció |
| -------------------------------------------- | ------------------- |
| Ausztrália (ARIA)                            | 4                   |
| Ausztria (Ö3 Austria Top 40)                 | 23                  |
| Kanada (Canadian Hot 100)                    | 4                   |
| Csehország (Singles Digitál Top 100)         | 31                  |
| Dánia (Tracklisten)                          | 5                   |
| Finnország (Suomen virallinen lista)         | 13                  |
| Franciaország (SNEP)                         | 41                  |
| Global 200 (Billboard)                       | 5                   |
| Németország (Official German Charts)         | 37                  |
| Görög Nemzetközi Digitális Kislemezek (IFPI) | 14                  |
| Magyarország (Stream Top 40)                 | 29                  |
| Izland (Plötutíðindi)                        | 7                   |
| India (IMI)                                  | 17                  |
| Írország (IRMA)                              | 7                   |
| Olaszország (FIMI)                           | 49                  |
| Litvánia (AGATA)                             | 14                  |
| Hollandia (Single Top 100)                   | 28                  |
| Új-Zéland (Recorded Music NZ)                | 3                   |
| Norvégia (VG-lista)                          | 3                   |
| Portugália (AFP)                             | 14                  |
| Szingapúr (RIAS)                             | 26                  |
| Szlovákia (Singles Digitál Top 100)          | 18                  |
| Dél-Afrika (RISA)                            | 1                   |
| Svédország (Sverigetopplistan)               | 8                   |
| Svájc (Schweizer Hitparade)                  | 9                   |
| Brit kislemezlista (OCC)                     | 7                   |
| Brit R&B-lista (OCC)                         | 2                   |
| US Billboard Hot 100                         | 6                   |
| US Christian Songs (Billboard)               | 1                   |
| US Gospel Songs (Billboard)                  | 1                   |
| US Hot R&B/Hip-Hop Songs (Billboard)         | 1                   |
| US Rhythmic (Billboard)                      | 16                  |

| Slágerlista (2021. augusztus)                | Legmagasabb pozíció |
| -------------------------------------------- | ------------------- |
| Görög Nemzetközi Digitális Kislemezek (IFPI) | 43                  |

## Minősítések
| Régió                   | Minősítés | Példányszám |
| ----------------------- | --------- | ----------- |
| Egyesült Államok (RIAA) | Arany     | 500,000     |